# Bohumil Tichý
Bohumil Tichý (5. října 1931 – duben 2018) byl český a československý politik, po sametové revoluci poslanec Sněmovny národů Federálního shromáždění za HSD-SMS a předseda Výboru lidové kontroly ČR v české vládě Petra Pitharta.

## Biografie
Ve volbách roku 1990 byl zvolen za HSD-SMS do české části Sněmovny národů (volební obvod Jihomoravský kraj). Hnutí HSD-SMS na jaře 1991 prošlo rozkolem, po němž se poslanecký klub rozpadl na dvě samostatné skupiny. Tichý pak v květnu 1991 přestoupil do klubu Hnutí za samosprávnou demokracii – Společnost pro Moravu a Slezsko 1. Ve Federálním shromáždění setrval do voleb roku 1992.
V letech 1990–1991 zasedal v české vládě Petra Pitharta jako předseda Výboru lidové kontroly ČR. Hnutí za samosprávnou demokracii – Společnost pro Moravu a Slezsko totiž tehdy na úrovni České republiky působilo jako koaliční strana. Jenže už v průběhu roku 1990 se ve straně ozývaly hlasy za vystoupení z koalice pro neplnění požadavků v otázce větších pravomocí historických zemí. Sněm okresních center HSD-SMS se v tomto smyslu vyjádřil již 27. října 1990 a definitivně tak rozhodl poslanecký klub strany 19. února 1991. Bohumil Tichý ale odmítl zpočátku příkaz k opuštění vlády respektovat a rezignoval až po jistém mezidobí.